# Thansing
Thansing (nepalski: थानसिङ) – gaun wikas samiti w środkowej części Nepalu w strefie Bagmati w dystrykcie Nuwakot. Według nepalskiego spisu powszechnego z 2001 roku liczył on 1319 gospodarstw domowych i 7324 mieszkańców (3728 kobiet i 3596 mężczyzn).